# Saint-Ferréol (Haute-Garonne)
Pour les articles homonymes, voir Saint-Ferréol.
Ne doit pas être confondu avec Saint-Ferréol-de-Comminges.
Saint-Ferréol est un village de France situé dans la montagne Noire, dans le nord-est du département de Haute-Garonne, sur la commune de Revel, au bord du lac de Saint-Ferréol. La localité compte une base nautique et de loisirs, un musée, un monument à Pierre-Paul Riquet et le déversoir du lac.

## Géographie
Le village est situé à l'extrémité occidentale de la montagne Noire, à la limite des départements de l'Aude et du Tarn ainsi que du parc naturel régional du Haut-Languedoc.

## Histoire

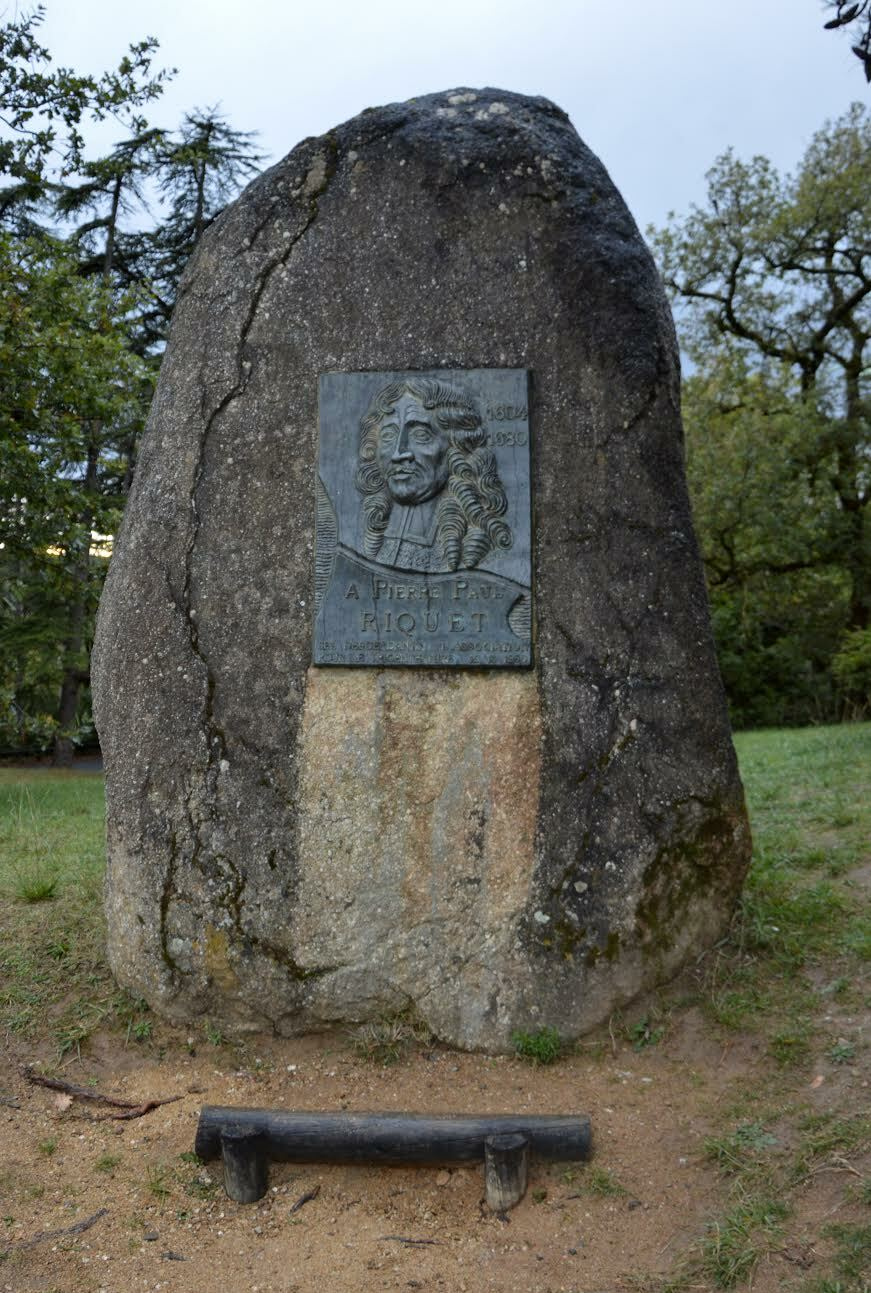
Monument à Pierre-Paul Riquet à Saint-Ferréol.

L'histoire du village est liée à celle du lac créé par Pierre-Paul Riquet pour alimenter le canal du Midi.

## Sports
La 13e étape du Tour de France 2010 et la 15e étape du Tour de France 2022 passent au village.

## Dans la culture
Saint-Ferréol à servi de lieu de tournage de Le Miracle des loups (1961), L'Enfer (1994) et Riquet, le songe de Naurouze (2019).